# Драгалевци
Драгалевци е квартал на София в подножието на планината Витоша. Част е от административен район „Витоша“ на Столична община.

## Местонахождение
Близостта му до центъра на града (7 km) и планината Витоша, отличната панорама и комуникации го правят изключително атрактивен за живеене, предпочитан за средите на бизнес-елита и хората с висок социален статус. Възникнал преди векове, с годините се превръща в скъпа вилна зона на столицата.
Кв. Драгалевци е разположен в подножието на планината, между кв. Симеоново и кв. Бояна, в близост до Околовръстния път на гр. София.

## История
В квартала са открити останки от късноантична църква с фрагменти от релефна украса, която не е подробно проучвана.
Произходът на името Драгалевци не е напълно изяснен. Още нещо, което жителите на Драгалевци сметнали за нужно да направят, е да кръстят училището си на Апостола, сега в центъра на Драгалевци се издига 50-о ОУ „Васил Левски“. Табели в центъра на Драгалевци сочат пътя, по който е минал Апостола, по стъпките на Васил Левски са минавали много групи с ученици и още други туристи, които могат да свидетелстват, че тази пътека съществува.
При избухването на Балканската война в 1912 година един човек от селото е доброволец в Македоно-одринското опълчение.
Към 1938 г. селото има около 350 къщи и 1700 жители. Общината притежава 15 000 декара ниви и ливади и 8000 декара гора. Главният поминък на драгалевчани е отглеждането на добитък и млекопроизводството. В района е Драгалевският манастир „Успение Богородично“, посещаван от столичани.
На 22 март 1938 г. Министерският съвет приема Наредба-закон за Столичната голяма община, утвърдена от цар Борис III с указ от 6 април, с която Драгалевци и други села (сред тях близките Бояна и Красно село) са присъединени към Столичната голяма община. Кметът Иван Иванов веднага предприема действия: издава нарочна заповед и започва служебни посещения в селата заедно с общинските съветници за запознаване на място с обстановката и проблемите. На 12 април кметът е в Драгалевци, където драгалевчани споделят проблемите си, основните от които са бързото завършване на шосейната връзка със София и подкрепа за създаването на млекосъбирателен център, за което им е обещано съдействие.
До 1961 година Драгалевци е отделно селище.

## Архитектура
Кварталът е застроен преди всичко с нормалните селски къщи или в долната част (около магазин „Фантастико“, т.нар. жк „Водолей“) с луксозни вили с просторни дворове, еднофамилни къщи и малки семейни хотели. Тенденциите за строителство в района са насочени към строителство на комплекси от къщи с контролиран достъп. Такива има изградени вече в района, а други все още се строят. Цените на имотите в кв. Драгалевци поддържат едни от най-високите нива в столицата. Свободните терени намаляват, а канализационната инфраструктура към 2025 г. все още не е завършена.

## Образование, здравеопазване, стопанска дейност, отдих, икономика и население
В квартала има едно държавно училище, 50 ОУ „Васил Левски“ на ул. „Белла Донна“ 1, и едно частно училище с изучаване на английски език „Св. Георги“. Здравната служба е на адрес ул. „Хан Крум“ 5 – 7, има и много частни детски градини, една от които е ЧДГ „Чуден свят“ на ул. „Маточина“ 2А. Кварталът има кметство и поща, разположени на пл. „Цар Иван Александър“. Близостта до Витоша и един от най-популярните манастири в Софиийско – Драгалевския манастир, правят мястото предпочитано за разходка през уикендите. В района има много добри ресторанти и няколко хотела (един от които 5-звезден). Над квартал Драгалевци е изградена двуседалкова въжена линия, която свързва квартала със ски пистите на Витоша.
От страна на магазини, комуникации и т.н. кв. Драгалевци има с какво да се похвали. Отлична наличност на интернет и кабелна телевизия, множество магазини разпръснати из площта на огромния квартал, филиали на търговските вериги Фантастико и Лидл в близост до околовръстния път, както и магазин „Макс“ с Виенски салон по пътя за Симеоново.
Иконостасът на храма „Света Троица“ е дело на дебърски майстори от рода Филипови.

## Транспорт
Основната транспортна връзка на квартала с центъра на града е бул. „Черни връх“. Оттук минават следните автобусни линии:
| Линия | Маршрут                                                                          |
| ----- | -------------------------------------------------------------------------------- |
| 64    | Зоопарка – кв. Драгалевци – кв. Бояна – Център по Хигиена                        |
| 66    | Зоопарка – кв. Драгалевци – хотел Морени (движи се само празник)                 |
| 68    | Зоопарка – кв. Драгалевци – кв. Симеоново (движи се само работни дни)            |
| 98    | Зоопарка – гробищен парк Драгалевци – кв. Симеоново – с. Бистрица – с. Железница |

## Улици и произход на имената им
| Път                       | Наречен на | Местоположение |
| ------------------------- | --- | -------------- |
| „201А“                    | – | Карта          |
| „243“                     | – | Карта          |
| „313“                     | – | Карта          |
| „316“                     | – | Карта          |
| „321“                     | – | Карта          |
| „323“                     | – | Карта          |
| „324“                     | – | Карта          |
| „403“                     | – | Карта          |
| „406“                     | – | Карта          |
| „409“                     | – | Карта          |
| „506А“                    | – | Карта          |
| „7“                       | – | Карта          |
| „Агличе“                  | Иглика (Primula), род растения | Карта          |
| „Акад. Анастас Иширков“   | Анастас Иширков (1868 – 1937), географ | Карта          |
| „Акад. Атанас Илиев“      | Атанас Илиев (1852 – 1927), просветен деец | Карта          |
| „Акад. Петър Динеков“     | Петър Динеков (1910 – 1992), литературен историк | Карта          |
| „Акад. Сандерс“           | Ъруин Сандърс (1909 – 2005), американски социолог | Карта          |
| „Акад. Стефан Аргиров“    | Стоян Аргиров (1870 – 1939), филолог | Карта          |
| „Акад. Стефан Бобчев“     | Стефан Бобчев (1853 – 1940), юрист и политик | Карта          |
| „Акад. Христо Христов“    | Христо Христов (1915 – 1990), физик | Карта          |
| „Ангел Букурещлиев“       | Ангел Букорещлиев (1870 – 1950), композитор | Карта          |
| „Арх. Адолф Мусман“       | Адолф Мусман (1880 – 1956), германски архитект | Карта          |
| „Асен Джаков“             | Асен Джаков (1942 – 2004), физик | Карта          |
| „Атанас Яранов“           | Атанас Яранов (1940 – 1988), художник | Карта          |
| „Бела Дона“               | Беладона (Atropa belladonna), вид растения | Карта          |
| „Бистър ручей“            | ? | Карта          |
| „Бойка войвода“           | Рада Барачкина (XVIII – XIX век), хайдутка | Карта          |
| „Боровинка“               | Боровинка (Vaccinium), род растения | Карта          |
| „Боянска“                 | Бояна, квартал на София | Карта          |
| „Българска легенда“       | ? | Карта          |
| „Бяла мура“               | Бяла мура (Pinus peuce), вид растения | Карта          |
| „Ваклинец“                | ? | Карта          |
| „Василий Врач“            | Василий Врач (? – 1111), религиозен деец | Карта          |
| „Веда Словена“            | „Веда Словена“ (1874 – 1881), книга със спорно авторство                                                                                                 | Карта          |
| „Вера Недкова“            | Вера Недкова (1906 – 1996), художничка | Карта          |
| „Веселие“                 | Веселие, психично състояние | Карта          |
| „Веселин Стоянов“         | Веселин Стоянов (1902 – 1969), композитор | Карта          |
| „Виолета Гиндева“         | Виолета Гиндева (1946 – 2019), актриса | Карта          |
| „Виолета Минкова“         | Виолета Минкова (1932 – 1992), актриса | Карта          |
| „Витошка зорница“         | ? | Карта          |
| „Владислав Граматик“      | Владислав Граматик (XV век), писател | Карта          |
| „Въло Радев“              | Въло Радев (1923 – 2001), режисьор | Карта          |
| „Вълшебно биле“           | ? | Карта          |
| „Ген. Сава Муткуров“      | Сава Муткуров (1852 – 1891), генерал | Карта          |
| „Гена Димитрова“          | Гена Димитрова (1941 – 2005), певица | Карта          |
| „Генерал Ковачев“         | Стилиян Ковачев (1860 – 1939), генерал | Карта          |
| „Георги Баласчев“         | Георги Баласчев (1868 – 1936), историк | Карта          |
| „Георги Георгиев-Гец“     | Георги Георгиев – Гец (1926 – 1996), актьор | Карта          |
| „Георги Калоянчев“        | Георги Калоянчев (1925 – 2012), актьор | Карта          |
| „Георги Парцалев“         | Георги Парцалев (1925 – 1989), актьор | Карта          |
| „Гергьовче“               | Обикновен блатняк (Caltha palustris), вид растения | Карта          |
| „Герена“                  | ? | Карта          |
| „Глухарче“                | Глухарче (Taraxacum), род растения | Карта          |
| „Голи връх“               | „Голи връх“, връх на Витоша | Карта          |
| „Горска поляна“           | ? | Карта          |
| „Горски дух“              | ? | Карта          |
| „Горски синчец“           | Обикновен синчец (Scilla bifolia), вид растения | Карта          |
| „Градинско кокиче“        | Обикновено кокиче (Galanthus nivalis), вид растения | Карта          |
| „Григор Вачков“           | Григор Вачков (1932 – 1980), актьор | Карта          |
| „Григорий Мних“           | Григорий Презвитер (X век), писател | Карта          |
| „Д-р Винченцо Д Амико“    | Винченцо Д'Амико, италиански историк | Карта          |
| „Дамян Дамянов“           | Дамян Дамянов (1935 – 1999), поет | Карта          |
| „Деян Горинов“            | ? | Карта          |
| „Димитър Кантакузин“      | Димитър Кантакузин (? – 1487), писател | Карта          |
| „Димитър Ненов“           | Димитър Ненов (1901 – 1953), пианист | Карта          |
| „Дойно Граматик“          | Дойно Граматик (1760 – 1814), писател | Карта          |
| „Евгения Марс“            | Евгения Марс (1877 – 1945), поетеса | Карта          |
| „Екатерина Божилова“      | ? | Карта          |
| „Елена Снежина“           | Елена Снежина (1881 – 1944), актриса | Карта          |
| „Елин Пелин“              | Елин Пелин (1877 – 1949), писател | Карта          |
| „Еловица“                 | ? | Карта          |
| „Емануил Манолов“         | Емануил Манолов (1858 – 1902), композитор | Карта          |
| „Железният светилник“     | „Железният светилник“ (1952), роман на Димитър Талев | Карта          |
| „За буквите“              | „За буквите“ (IX век), трактат на Черноризец Храбър | Карта          |
| „Захари Зограф“           | Захарий Зограф (1810 – 1853), художник | Карта          |
| „Здравец“                 | Здравец (Geranium), род растения | Карта          |
| „Змей Горянин“            | Змей Горянин (1905 – 1958), писател | Карта          |
| „Зографи Молерови“        | Тома Вишанов (1750-1811), художник Димитър Молеров (1780 – 1853), художник Симеон Молеров (1816 – 1903), художник Георги Молеров (1848 – 1878), художник | Карта          |
| „Зографска история“       | Зографска българска история (1760), книга с неизвестен автор                                                                                             | Карта          |
| „Зографска легенда“       | Разказ за зографските мъченици (XIV век), житие с неизвестен автор                                                                                       | Карта          |
| „Иван Кондов“             | Иван Кондов (1925 – 2004), актьор | Карта          |
| „Иван Милев“              | Иван Милев (1897 – 1927), художник | Карта          |
| „Иван Салабашев“          | Иван Салабашев (1853 – 1924), политик | Карта          |
| „Илинден“                 | „Илинден“ (1953), роман на Димитър Талев | Карта          |
| „Йоан Кукузел“            | Йоан Кукузел (1280 – 1360), византийски композитор | Карта          |
| „Казаните“                | ? | Карта          |
| „Калето“                  | ? | Карта          |
| „Камен дел“               | „Камен дел“, връх на Витоша | Карта          |
| „Карнобатски проход“      | Карнобатски проход, проход в Стара планина | Карта          |
| „Катя Паскалева“          | Катя Паскалева (1945 – 2002), актриса | Карта          |
| „Кимчовец“                | ? | Карта          |
| „Кичест люляк“            | Люляк (Syringa), род растения | Карта          |
| „Константин Помянов“      | Константин Помянов (1850 – 1913), политик | Карта          |
| „Крайречна“               | Драгалевска река, река в района | Карта          |
| „Красива гледка“          | ? | Карта          |
| „Крушева градина“         | ? | Карта          |
| „Кумините“                | Комините, връх на Витоша | Карта          |
| „Къпина“                  | Къпина (Rubus), род растения | Карта          |
| „Къпинка“                 | Къпина (Rubus), род растения | Карта          |
| „Лагадина“                | Лъгадина, град в Северна Гърция | Карта          |
| „Ламар“                   | Ламар (1898 – 1974), поет | Карта          |
| „Лео Конфорти“            | Лео Конфорти (1911 – 1970), актьор | Карта          |
| „Лешникова гора“          | ? | Карта          |
| „Любомир Пипков“          | Любомир Пипков (1904 – 1974), композитор | Карта          |
| „Мавровец“                | ? | Карта          |
| „Маестро Атанасов“        | Георги Атанасов (1882 – 1931), композитор | Карта          |
| „Малина“                  | Малина (Rubus idaeus), вид растения | Карта          |
| „Марин Големинов“         | Марин Големинов (1908 – 2000), композитор | Карта          |
| „Мати Болгария“           | „Мати Болгария“ (1846), книга на Неофит Бозвели | Карта          |
| „Маточина“                | Маточина (Melissa), род растения | Карта          |
| „Мащерка“                 | Мащерка (Thymus), род растения | Карта          |
| „Мирослав Миндов“         | Мирослав Миндов (1924 – 2018), актьор | Карта          |
| „Митрополит Климент“      | Климент Търновски (1841 – 1901), духовник | Карта          |
| „Момино венче“            | ? | Карта          |
| „Монах Спиридон“          | Спиридон Габровски (1740 – 1824), писател | Карта          |
| „Мост“                    | Мост, транспортно съоръжение | Карта          |
| „Нарцис“                  | Нарцис (Narcissus), род растения | Карта          |
| „Наум“                    | Наум Охридски (830 – 910), духовник | Карта          |
| „Невена Коканова“         | Невена Коканова (1938 – 2000), актриса | Карта          |
| „Неделник“                | „Неделник“ (1806), книга на Софроний Врачански | Карта          |
| „Нейчо Попов“             | Нейчо Попов (1924 – 1974), актьор | Карта          |
| „Ненко Балкански“         | Ненко Балкански (1907 – 1977), художник | Карта          |
| „Никола Атанасов“         | Никола Атанасов (1886 – 1969), композитор | Карта          |
| „Николай Бинев“           | Николай Бинев (1934 – 2003), актьор | Карта          |
| „Огюст Дозон“             | Огюст Дозон (1822 – 1890), френски филолог | Карта          |
| Околовръстен път          | – | Карта          |
| „Орлов камък“             | ? | Карта          |
| „Отец Генадий“            | Генадий Скитник (1832 – 1900), революционер | Карта          |
| „Павел Дованлийски“       | Павел Гайдаджийски (1734 – 1804), писател | Карта          |
| „Панайот Пипков“          | Панайот Пипков (1871 – 1942), композитор | Карта          |
| „Панайот Славков“         | Панайот Славков (1846 – 1924), политик | Карта          |
| „Папрат“                  | Папрат, група растения | Карта          |
| „Парашкев Хаджиев“        | Парашкев Хаджиев (1912 – 1992), композитор | Карта          |
| „Паскал Паскалев“         | Паскал Паскалев (1875 – 1925), политик | Карта          |
| „Патриарх Йоан Дебърски“  | Йоан Дебърски (? – 1037), духовник | Карта          |
| „Перла“                   | Перла, вид минералоид | Карта          |
| „Песнопойка“              | Песнопойка, вид книга | Карта          |
| „Петко Стайнов“           | ? | Карта          |
| „Петър и Руслан Райчеви“  | Петър Райчев (1887 – 1960), певец Руслан Райчев (1919 – 2006), диригент                                                                                  | Карта          |
| „Пирински еделвайс“       | еделвайс | Карта          |
| „Поп Тодор Врачански“     | Тодор Врачански (XVIII век), писател | Карта          |
| „Преспанските камбани“    | „Преспанските камбани“ (1954), роман на Димитър Талев | Карта          |
| „Проф. Александър Бурмов“ | Александър Бурмов (1911 – 1965), историк | Карта          |
| „Проф. Александър Райчев“ | Александър Райчев (1922 – 2003), композитор | Карта          |
| „Проф. Борис Йоцов“       | Борис Йоцов (1894 – 1945), филолог | Карта          |
| „Проф. Боян Пенев“        | Боян Пенев (1882 – 1927), литературен критик | Карта          |
| „Проф. Димитър Шойлев“    | Димитър Шойлев (1935 – 2009), лекар | Карта          |
| „Проф. Иван Богданов“     | Иван Богданов (1910 – 1992), писател | Карта          |
| „Проф. Йордан Иванов“     | Йордан Иванов (1872 – 1947), историк | Карта          |
| „Проф. Любивир Андрейчин“ | Любомир Андрейчин (1910 – 1975), езиковед | Карта          |
| „Проф. Любомир Далчев“    | Любомир Далчев (1902 – 2002), скулптор | Карта          |
| „Проф. Стефан Георгиев“   | Стефан Георгиев (1859 – 1900), ботаник | Карта          |
| „Проф. Стойко Стойков“    | Стойко Стойков (1912 – 1969), езиковед | Карта          |
| „Проф. Тодор Боров“       | Тодор Боров (1901 – 1993), библиограф | Карта          |
| „Проф. Тончо Жечев“       | Тончо Жечев (1929 – 2000), писател | Карта          |
| „Проф. д-р Румяна Кушева“ | Румяна Кушева (1951 – 2013), историчка | Карта          |
| „Пчелица“                 | „Пчелица“ (1871), списание | Карта          |
| „Радослав Мавър“          | Радослав Мавър (XV век), дарител | Карта          |
| „Река Ягуля“              | Железнишка река, река в Софийско | Карта          |
| „Родна стряха“            | „Родна стряха“, стихотворение на Ран Босилек | Карта          |
| „Ружица“                  | „Ружица или ред книжки за жените“ (1871), списание | Карта          |
| „Сава Доброплодни“        | Сава Доброплодни (1820 – 1894), просветен деец | Карта          |
| „Самодиви“                | Самодива, митично същество | Карта          |
| „Св. Ангеларий“           | Ангеларий Охридски (? – 866), духовник | Карта          |
| „Св. Горазд“              | Горазд (IX век), духовник | Карта          |
| „Света Петка Българска“   | Петка Българска (X – XI век), византийска монахиня | Карта          |
| „Свети Кирил“             | Константин-Кирил Философ (827 – 869), византийски духовник                                                                                               | Карта          |
| „Светулка“                | „Светулка“ (1904 – 1947), списание | Карта          |
| „Сичан Николов“           | Христодул Костович Сичан-Николов (1808 – 1889), просветен деец                                                                                           | Карта          |
| „Сладкопойна чучулига“    | „Сладкопойна чучулига“ (1903), песен на Цоньо Калчев и Панайот Пипков                                                                                    | Карта          |
| „Стефан Веркович“         | Стефан Веркович (1821 – 1893), хърватски фолклорист | Карта          |
| „Стилиян Чилингиров“      | Стилиян Чилингиров (1881 – 1962), писател | Карта          |
| „Стойко Владиславов“      | Софроний Врачански (1739 – 1815), духовник | Карта          |
| „Стоянка Мутафова“        | Стоянка Мутафова (1922 – 2019), актриса | Карта          |
| „Темелко Нешков“          | Темелко Нешков (1928 – 2013), общественик | Карта          |
| „Теодосий Икономов“       | Теодосий Икономов (1836 – 1871), просветен деец | Карта          |
| „Хаджи Станьо Врабевски“  | Станьо Врабевски (1817 – 1879), революционер | Карта          |
| „Харалан Ангелов“         | Харалан Ангелов (1845 – 1904), общественик | Карта          |
| „Хилендарски манастир“    | Хилендарски манастир, манастир в Гърция | Карта          |
| „Хмел“                    | Хмел (Humulus), род растения | Карта          |
| „Христина Морфова“        | Христина Морфова (1887 – 1936), актриса | Карта          |
| „Христо Бръзицов“         | Христо Бръзицов (1901 – 1980), журналист | Карта          |
| „Цар Крум“                | „Цар Крум“ (1945), организация | Карта          |
| „Цар Михаил Асен“         | Михаил II Асен (1238 – 1256), цар на България | Карта          |
| „Цветанка Табакова“       | Цветана Табакова (1905 – 1936), певица | Карта          |
| „Цветарска“               | Цветарство, икономическа дейност | Карта          |
| „Цоньо Калчев“            | Цоньо Калчев (1870 – 1942), писател | Карта          |
| „Чемшир“                  | Чемшир (Buxus), род растения | Карта          |
| „Черешов цвят“            | ? | Карта          |
| „Черни връх“              | Черни връх, връх на Витоша | Карта          |
| „Шарколия“                | Шарколия, митичен кон | Карта          |
| „Ябълкова градина“        | ? | Карта          |

## Личности
родени в Драгалевци
- Анто Колев – Драгалевски, български революционер и македоно-одрински опълченец.

## Други
На Драгалевци е наречена улица „Драгалевска“ в близкия квартал „Лозенец“ (Карта).